# Cyndi Lauper/Diskografie
Diese Diskografie ist eine Übersicht über die musikalischen Werke der US-amerikanischen Sängerin Cyndi Lauper. Den Quellenangaben und Schallplattenauszeichnungen zufolge hat sie bisher mehr als 38,3 Millionen Tonträger verkauft, davon alleine in ihrer Heimat über 26,5 Millionen. Ihre erfolgreichste Veröffentlichung ist das Debütalbum She’s So Unusual mit über 11 Millionen verkauften Einheiten.

## Alben

### Studioalben
| Jahr | Titel Musiklabel                              | Höchstplatzierung, Gesamtwochen, AuszeichnungChartplatzierungen (Jahr, Titel, Musiklabel, Platzierungen, Wochen, Auszeichnungen, Anmerkungen) | Höchstplatzierung, Gesamtwochen, AuszeichnungChartplatzierungen (Jahr, Titel, Musiklabel, Platzierungen, Wochen, Auszeichnungen, Anmerkungen) | Höchstplatzierung, Gesamtwochen, AuszeichnungChartplatzierungen (Jahr, Titel, Musiklabel, Platzierungen, Wochen, Auszeichnungen, Anmerkungen) | Höchstplatzierung, Gesamtwochen, AuszeichnungChartplatzierungen (Jahr, Titel, Musiklabel, Platzierungen, Wochen, Auszeichnungen, Anmerkungen) | Höchstplatzierung, Gesamtwochen, AuszeichnungChartplatzierungen (Jahr, Titel, Musiklabel, Platzierungen, Wochen, Auszeichnungen, Anmerkungen) | Anmerkungen                              |
| Jahr | Titel Musiklabel                              | DE | AT | CH | UK | US | Anmerkungen                              |
| ---- | --------------------------------------------- | --- | --- | --- | --- | --- | ---------------------------------------- |
| 1983 | She’s So Unusual Portrait (CBS)               | DE23 Gold · (36 Wo.)DE | AT5 (16 Wo.)AT | CH8 Platin · (29 Wo.)CH | UK16 Gold · (32 Wo.)UK | US4 ×7Siebenfachplatin · (96 Wo.)US | Erstveröffentlichung: 14. Oktober 1983   |
| 1986 | True Colors Portrait (CBS)                    | DE20 (15 Wo.)DE | AT15 (12 Wo.)AT | CH26 Gold · (9 Wo.)CH | UK25 Silber · (12 Wo.)UK | US4 ×2Doppelplatin · (44 Wo.)US | Erstveröffentlichung: 18. September 1986 |
| 1989 | A Night to Remember Epic Records (CBS)        | DE21 (22 Wo.)DE | — | CH18 (9 Wo.)CH | UK9 (12 Wo.)UK | US37 (21 Wo.)US | Erstveröffentlichung: 9. Mai 1989        |
| 1993 | Hat Full of Stars Epic Records (Sony)         | DE52 (9 Wo.)DE | — | CH32 (4 Wo.)CH | UK56 (1 Wo.)UK | US112 (4 Wo.)US | Erstveröffentlichung: 30. Juni 1993      |
| 1996 | Sisters of Avalon Epic Records (Sony)         | — | AT45 (3 Wo.)AT | — | UK59 (1 Wo.)UK | US188 (1 Wo.)US | Erstveröffentlichung: 23. November 1996  |
| 2003 | At Last Epic Records (Sony)                   | — | — | CH50 (2 Wo.)CH | — | US38 (14 Wo.)US | Erstveröffentlichung: 18. November 2003  |
| 2004 | Shine Epic Records (Sony)                     | — | — | — | — | — | Erstveröffentlichung: 21. April 2004     |
| 2008 | Bring Ya to the Brink Epic Records (Sony BMG) | — | AT48 (3 Wo.)AT | — | — | US41 (2 Wo.)US | Erstveröffentlichung: 27. Mai 2008       |
| 2010 | Memphis Blues Mercer Street (Mercer)          | DE77 (3 Wo.)DE | — | CH77 (3 Wo.)CH | — | US26 (7 Wo.)US | Erstveröffentlichung: 22. Juni 2010      |
| 2016 | Detour Sire Records (WMG)                     | DE64 (1 Wo.)DE | — | CH55 (1 Wo.)CH | UK43 (1 Wo.)UK | US29 (2 Wo.)US | Erstveröffentlichung: 2. Mai 2016        |

### Kompilationen
| Jahr | Titel Musiklabel                                               | Höchstplatzierung, Gesamtwochen, AuszeichnungChartplatzierungen (Jahr, Titel, Musiklabel, Platzierungen, Wochen, Auszeichnungen, Anmerkungen) | Höchstplatzierung, Gesamtwochen, AuszeichnungChartplatzierungen (Jahr, Titel, Musiklabel, Platzierungen, Wochen, Auszeichnungen, Anmerkungen) | Höchstplatzierung, Gesamtwochen, AuszeichnungChartplatzierungen (Jahr, Titel, Musiklabel, Platzierungen, Wochen, Auszeichnungen, Anmerkungen) | Höchstplatzierung, Gesamtwochen, AuszeichnungChartplatzierungen (Jahr, Titel, Musiklabel, Platzierungen, Wochen, Auszeichnungen, Anmerkungen) | Höchstplatzierung, Gesamtwochen, AuszeichnungChartplatzierungen (Jahr, Titel, Musiklabel, Platzierungen, Wochen, Auszeichnungen, Anmerkungen) | Anmerkungen                             |
| Jahr | Titel Musiklabel                                               | DE | AT | CH | UK | US | Anmerkungen                             |
| ---- | -------------------------------------------------------------- | --- | --- | --- | --- | --- | --------------------------------------- |
| 1994 | Twelve Deadly Cyns … and Then Some Epic Records (Sony)         | DE18 (12 Wo.)DE | AT18 (10 Wo.)AT | CH7 Gold · (14 Wo.)CH | UK2 ×2Doppelplatin · (40 Wo.)UK | US81 Gold · (12 Wo.)US | Erstveröffentlichung: 23. August 1994   |
| 1998 | Wanna Have Fun Sony Music (Sony)                               | — | — | — | — | — | Erstveröffentlichung: 27. Oktober 1998  |
| 2000 | Time After Time: The Best Of Epic Records (Sony)               | — | — | — | UK— GoldUK | — | Erstveröffentlichung: 13. November 2000 |
| 2001 | Feels Like Christmas Sony Music (Sony)                         | — | — | — | — | — | Erstveröffentlichung: 2001              |
| 2005 | The Body Acoustic Epic Records (Sony BMG)                      | — | AT60 (1 Wo.)AT | CH86 (1 Wo.)CH | UK55 (2 Wo.)UK | US112 (2 Wo.)US | Erstveröffentlichung: 8. November 2005  |
| 2005 | Hey Now! (Remixes & Rarities) Sony BMG (Sony BMG)              | — | — | — | — | — | Erstveröffentlichung: 2005              |
| 2009 | True Colors: Best of Camden Deluxe (Sony)                      | — | — | — | UK— GoldUK | — | Erstveröffentlichung: 15. Juni 2009     |
| 2019 | Japanese Single Collection – Greatest Hits Epic Records (Sony) | — | — | — | — | — | Erstveröffentlichung: 28. August 2019   |

### Remixalben
| Jahr | Titel Musiklabel                     | Anmerkungen                            |
| ---- | ------------------------------------ | -------------------------------------- |
| 1989 | The Best Remixes Epic Records (Sony) | Erstveröffentlichung: 21. April 1989   |
| 2009 | Floor Remixes Epic Records (Sony)    | Erstveröffentlichung: 18. Februar 2009 |

### EPs
| Jahr | Titel Musiklabel                              | Anmerkungen                           |
| ---- | --------------------------------------------- | ------------------------------------- |
| 2002 | Shine Oglio Records (Oglio)                   | Erstveröffentlichung: 16. Juli 2002   |
| 2014 | She’s so Unusual: Remixed Epic Records (Sony) | Erstveröffentlichung: 7. Oktober 2014 |

### Weihnachtsalben
| Jahr | Titel Musiklabel                                       | Höchstplatzierung, Gesamtwochen, AuszeichnungChartplatzierungen (Jahr, Titel, Musiklabel, Platzierungen, Wochen, Auszeichnungen, Anmerkungen) | Höchstplatzierung, Gesamtwochen, AuszeichnungChartplatzierungen (Jahr, Titel, Musiklabel, Platzierungen, Wochen, Auszeichnungen, Anmerkungen) | Höchstplatzierung, Gesamtwochen, AuszeichnungChartplatzierungen (Jahr, Titel, Musiklabel, Platzierungen, Wochen, Auszeichnungen, Anmerkungen) | Höchstplatzierung, Gesamtwochen, AuszeichnungChartplatzierungen (Jahr, Titel, Musiklabel, Platzierungen, Wochen, Auszeichnungen, Anmerkungen) | Höchstplatzierung, Gesamtwochen, AuszeichnungChartplatzierungen (Jahr, Titel, Musiklabel, Platzierungen, Wochen, Auszeichnungen, Anmerkungen) | Anmerkungen                            |
| Jahr | Titel Musiklabel                                       | DE | AT | CH | UK | US | Anmerkungen                            |
| ---- | ------------------------------------------------------ | --- | --- | --- | --- | --- | -------------------------------------- |
| 1998 | Merry Christmas … Have a Nice Life Epic Records (Sony) | — | — | — | — | — | Erstveröffentlichung: 27. Oktober 1998 |

## Singles
| Jahr | Titel Album                                                              | Höchstplatzierung, Gesamtwochen, AuszeichnungChartplatzierungen (Jahr, Titel, Album, Platzierungen, Wochen, Auszeichnungen, Anmerkungen) | Höchstplatzierung, Gesamtwochen, AuszeichnungChartplatzierungen (Jahr, Titel, Album, Platzierungen, Wochen, Auszeichnungen, Anmerkungen) | Höchstplatzierung, Gesamtwochen, AuszeichnungChartplatzierungen (Jahr, Titel, Album, Platzierungen, Wochen, Auszeichnungen, Anmerkungen) | Höchstplatzierung, Gesamtwochen, AuszeichnungChartplatzierungen (Jahr, Titel, Album, Platzierungen, Wochen, Auszeichnungen, Anmerkungen) | Höchstplatzierung, Gesamtwochen, AuszeichnungChartplatzierungen (Jahr, Titel, Album, Platzierungen, Wochen, Auszeichnungen, Anmerkungen) | Anmerkungen                                                                                            |
| Jahr | Titel Album                                                              | DE | AT | CH | UK | US | Anmerkungen                                                                                            |
| ---- | ------------------------------------------------------------------------ | --- | --- | --- | --- | --- | --- |
| 1983 | Girls Just Want to Have Fun She’s so Unusual                             | DE6 Gold · (18 Wo.)DE | AT3 (12 Wo.)AT | CH6 (15 Wo.)CH | UK2 ×2Doppelplatin · (12 Wo.)UK | US2 ×6Sechsfachplatin + Platin (Mastertone) · (25 Wo.)US                                                                                 | Erstveröffentlichung: 6. September 1983                                                                |
| 1984 | Time After Time She’s so Unusual                                         | DE6 Gold · (21 Wo.)DE | AT5 (6 Wo.)AT | CH7 (15 Wo.)CH | UK3 ×2Doppelplatin · (18 Wo.)UK | US1 ×5Gold + Fünffachplatin (Digital) · (20 Wo.)US                                                                                       | Erstveröffentlichung: 27. Januar 1984                                                                  |
| 1984 | She Bop She’s so Unusual                                                 | DE19 (16 Wo.)DE | AT5 (12 Wo.)AT | CH10 (11 Wo.)CH | UK46 (6 Wo.)UK | US3 Gold · (18 Wo.)US | Erstveröffentlichung: 2. Juli 1984                                                                     |
| 1984 | All Through the Night She’s so Unusual                                   | DE35 (8 Wo.)DE | AT5 (12 Wo.)AT | CH16 (8 Wo.)CH | UK64 (6 Wo.)UK | US5 Gold · (19 Wo.)US | Erstveröffentlichung: 3. September 1984                                                                |
| 1984 | Money Changes Everything She’s so Unusual                                | DE54 (5 Wo.)DE | — | — | — | US27 (13 Wo.)US | Erstveröffentlichung: 22. Dezember 1984                                                                |
| 1985 | When You Were Mine She’s so Unusual                                      | — | — | — | — | — | Erstveröffentlichung: 31. Januar 1985 Coverversion des Prince-Songs aus seinem Album Dirty Mind (1980) |
| 1985 | The Goonies ’R’ Good Enough Die Goonies (O.S.T.)                         | DE49 (6 Wo.)DE | — | — | — | US10 (15 Wo.)US | Erstveröffentlichung: 6. Juni 1985                                                                     |
| 1986 | True Colors                                                              | DE18 (14 Wo.)DE | AT12 (10 Wo.)AT | CH17 (10 Wo.)CH | UK12 Gold · (15 Wo.)UK | US1 Platin · (20 Wo.)US | Erstveröffentlichung: 28. August 1986                                                                  |
| 1986 | Change of Heart True Colors                                              | — | — | — | UK67 (9 Wo.)UK | US3 (17 Wo.)US | Erstveröffentlichung: 11. November 1986                                                                |
| 1987 | What’s Going On True Colors                                              | — | — | — | UK57 (5 Wo.)UK | US12 (13 Wo.)US | Erstveröffentlichung: 9. März 1987                                                                     |
| 1987 | Boy Blue True Colors                                                     | — | — | — | — | US71 (4 Wo.)US | Erstveröffentlichung: 1. Juni 1987                                                                     |
| 1987 | Maybe He’ll Know True Colors                                             | — | — | — | — | — | Erstveröffentlichung: 1987                                                                             |
| 1988 | Hole in My Heart (All the Way to China) Vibes (O.S.T.)                   | — | — | CH13 (7 Wo.)CH | — | US54 (8 Wo.)US | Erstveröffentlichung: 22. Juni 1988                                                                    |
| 1989 | I Drove All Night A Night to Remember                                    | DE19 (14 Wo.)DE | — | — | UK7 (14 Wo.)UK | US6 (15 Wo.)US | Erstveröffentlichung: 4. April 1989                                                                    |
| 1989 | My First Night Without You A Night to Remember                           | — | — | — | UK53 (4 Wo.)UK | US62 (6 Wo.)US | Erstveröffentlichung: 3. Juli 1989                                                                     |
| 1989 | Heading West A Night to Remember                                         | — | — | — | UK68 (5 Wo.)UK | — | Erstveröffentlichung: 22. August 1989                                                                  |
| 1989 | A Night to Remember                                                      | — | — | — | — | — | Erstveröffentlichung: Oktober 1989                                                                     |
| 1990 | Primitive A Night to Remember                                            | — | — | — | — | — | Erstveröffentlichung: 25. Mai 1990                                                                     |
| 1992 | The World Is Stone Starmania (O.S.T.)                                    | DE100 (1 Wo.)DE | — | — | UK15 (7 Wo.)UK | — | Erstveröffentlichung: 25. Mai 1992                                                                     |
| 1993 | Who Let In the Rain Hat Full of Stars                                    | — | — | — | UK32 (5 Wo.)UK | — | Erstveröffentlichung: 22. Juni 1993                                                                    |
| 1993 | That’s What I Think Hat Full of Stars                                    | — | — | — | UK31 (4 Wo.)UK | — | Erstveröffentlichung: Oktober 1993                                                                     |
| 1993 | Sally’s Pigeons Hat Full of Stars                                        | — | — | — | — | — | Erstveröffentlichung: 1993                                                                             |
| 1994 | (Hey Now) Girls Just Want to Have Fun Twelve Deadly Cyns … and Then Some | DE56 (10 Wo.)DE | — | — | UK4 Silber · (13 Wo.)UK | US87 Gold · (5 Wo.)US | Erstveröffentlichung: 25. Juli 1994                                                                    |
| 1994 | I’m Gonna Be Strong Twelve Deadly Cyns … and Then Some                   | — | — | — | UK37 (4 Wo.)UK | — | Erstveröffentlichung: 10. Oktober 1994                                                                 |
| 1995 | Come On Home Twelve Deadly Cyns … and Then Some                          | — | — | — | UK39 (2 Wo.)UK | — | Erstveröffentlichung: 7. August 1995                                                                   |
| 1996 | You Don’t Know Sisters of Avalon                                         | — | — | — | UK27 (2 Wo.)UK | — | Erstveröffentlichung: 2. Oktober 1996                                                                  |
| 1997 | Sisters of Avalon                                                        | — | — | — | — | — | Erstveröffentlichung: 29. Januar 1997                                                                  |
| 1997 | Ballad of Cleo & Joe Sisters of Avalon                                   | — | — | — | — | — | Erstveröffentlichung: 16. September 1997                                                               |
| 1999 | Disco Inferno –                                                          | — | — | — | — | — | Erstveröffentlichung: 24. August 1999                                                                  |
| 2002 | Shine                                                                    | — | — | — | — | — | Erstveröffentlichung: 16. Juli 2002                                                                    |
| 2008 | A Christmas Duel –                                                       | — | — | — | — | — | Erstveröffentlichung: 2. Dezember 2008 mit The Hives                                                   |
| 2009 | Girls Just Wanna Have Fun x Set Your Heart –                             | — | — | — | — | — | Erstveröffentlichung: 21. Januar 2009 nur in Japan veröffentlicht                                      |
| 2011 | Home for the Holidays –                                                  | — | — | — | — | — | Erstveröffentlichung: 1. November 2011 feat. Norah Jones                                               |
| 2011 | Blue Christmas –                                                         | — | — | — | — | — | Erstveröffentlichung: 1. November 2011                                                                 |
| 2015 | Hard Candy Christmas –                                                   | — | — | — | — | — | Erstveröffentlichung: 1. Dezember 2015                                                                 |
| 2016 | Funnel of Love Detour                                                    | — | — | — | — | — | Erstveröffentlichung: 6. Mai 2016                                                                      |
| 2019 | Hope –                                                                   | — | — | — | — | — | Erstveröffentlichung: 6. Dezember 2019                                                                 |

## Videoalben
- 1987: Cyndi Lauper in Paris
- 1995: Twelve Deadly Cyns... and Then Some
- 2004: Live at Last (US: Gold)
- 2005: The Body Acoustic/DualDisc
- 2011: To Memphis, with Love
- 2019: Japanese Singles Collection – Greatest Hits

## Promoveröffentlichungen
| Jahr | Titel Album                                                  | Anmerkungen                                                 |
| ---- | ------------------------------------------------------------ | ----------------------------------------------------------- |
| 1991 | Unconditional Love A Night to Remember                       | Erstveröffentlichung: 1991 nur in Hong Kong veröffentlicht  |
| 1993 | Hat Full of Stars                                            | Erstveröffentlichung: 1993 nur in Japan veröffentlicht      |
| 1998 | Early Christmas Morning Merry Christmas … Have a Nice Life   | Erstveröffentlichung: 1998                                  |
| 2003 | Walk on By At Last                                           | Erstveröffentlichung: 2003                                  |
| 2003 | Stay At Last                                                 | Erstveröffentlichung: 2003                                  |
| 2003 | Until You Come Back to Me (That’s What I’m Gonna Do) At Last | Erstveröffentlichung: 2003                                  |
| 2005 | Time After Time The Body Acoustic                            | Erstveröffentlichung: 2005 feat. Sarah McLachlan            |
| 2005 | Above the Clouds The Body Acoustic                           | Erstveröffentlichung: 2005 feat. Jeff Beck                  |
| 2007 | Set Your Heart Bring Ya to the Brink                         | Erstveröffentlichung: 2007                                  |
| 2008 | Same Ol’ Story Bring Ya to the Brink                         | Erstveröffentlichung: 29. Juli 2008                         |
| 2008 | Into the Nightlife Bring Ya to the Brink                     | Erstveröffentlichung: 2008                                  |
| 2010 | Early in the Mornin / Just Your Fool* Memphis Blues          | Erstveröffentlichung: Juni 2010 * feat. Charlie Musselwhite |
| 2010 | Crossroads Memphis Blues                                     | Erstveröffentlichung: 2010 feat. Jonny Lang                 |
| 2012 | Sex Is in the Heel –                                         | Erstveröffentlichung: 17. Juli 2012                         |

## Sonderveröffentlichungen
- 2003: The Essential Cyndi Lauper (Teil der Reihe The Essential)
- 2003: The Great Cyndi Lauper (Teil der Reihe The Great Series)
- 2009: Playlist: The Very Best of Cyndi Lauper (Teil der Reihe Playlist)

## Statistik

### Chartauswertung
|                     | DE    | AT    | CH    | UK    | US     |
| ------------------- | ----- | ----- | ----- | ----- | ------ |
| Nummer-eins-Alben   | DE—DE | AT—AT | CH—CH | UK—UK | US—US  |
| Top-10-Alben        | DE—DE | AT1AT | CH2CH | UK2UK | US2US  |
| Alben in den Charts | DE7DE | AT6AT | CH9CH | UK8UK | US11US |

|                       | DE     | AT    | CH    | UK     | US     |
| --------------------- | ------ | ----- | ----- | ------ | ------ |
| Nummer-eins-Singles   | DE—DE  | AT—AT | CH—CH | UK—UK  | US2US  |
| Top-10-Singles        | DE2DE  | AT4AT | CH3CH | UK4UK  | US8US  |
| Singles in den Charts | DE10DE | AT5AT | CH6CH | UK17UK | US14US |

### Auszeichnungen für Musikverkäufe
| 2× Silberne Schallplatte - Europa (Impala) - 2011: für das Album Memphis Blues Goldene Schallplatte - Argentinien - 1995: für das Album Twelve Deadly Cyns … and Then Some - Australien - 2008: für das Album The Great - Brasilien - 1995: für das Album Twelve Deadly Cyns … and Then Some - 2024: für das Album The Essential Cyndi Lauper - Dänemark - 2024: für die Single True Colors - Frankreich - 1984: für die Single Girls Just Want to Have Fun - 1987: für das Album True Colors - 1989: für das Album A Night to Remember - 1992: für die Single The World Is Stone - 1995: für das Album She’s so Unusual - Hongkong - 1985: für das Album She’s so Unusual - 1988: für das Album True Colors - Italien - 1995: für das Album Twelve Deadly Cyns … and Then Some - 2024: für die Single True Colors - Japan - 1994: für das Album Hat Full of Stars - 1995: für das Album She’s so Unusual - 1995: für das Album The Best Remixes - 1996: für das Album Sisters of Avalon - 2014: für die Single Time After Time (Digital) - 2019: für die Single Girls Just Want to Have Fun (Digital) - Kanada - 1985: für die Single She Bop - 1985: für die Single All Through the Night - 1985: für die Single Goonies Are Good Enough - 1986: für die Single True Colors - 1989: für das Album A Night to Remember - Portugal - 2022: für die Single Time After Time - 2022: für die Single Girls Just Want to Have Fun - Spanien - 2025: für die Single True Colors | Platin-Schallplatte - Brasilien - 2024: für das Album True Colors - Dänemark - 2021: für die Single Girls Just Want to Have Fun - 2024: für die Single Time After Time - Frankreich - 1999: für das Album Twelve Deadly Cyns … and Then Some - Europa (IFPI) - 1996: für das Album Twelve Deadly Cyns … and Then Some - Hongkong - 1995: für das Album Twelve Deadly Cyns … and Then Some - Italien - 2021: für die Single Girls Just Want to Have Fun - 2024: für die Single Time After Time - Japan - 1996: für das Album A Night to Remember - Kanada - 1984: für die Single Time After Time - Neuseeland - 1989: für das Album A Night to Remember - 1994: für das Album Twelve Deadly Cyns … and Then Some - 2023: für die Single True Colors - Spanien - 2024: für die Single Time After Time - Taiwan - 1995: für das Album Twelve Deadly Cyns … and Then Some 2× Platin-Schallplatte - Brasilien - 2024: für das Album She’s so Unusual - Kanada - 1984: für die Single Girls Just Want to Have Fun - 1986: für das Album True Colors - Neuseeland - 1987: für das Album True Colors - Spanien - 2024: für die Single Girls Just Want to Have Fun | 3× Platin-Schallplatte - Brasilien - 2021: für die Single Girls Just Want to Have Fun - Japan - 1995: für das Album Twelve Deadly Cyns … and Then Some 4× Platin-Schallplatte - Neuseeland - 2024: für die Single Girls Just Want to Have Fun - 2025: für die Single Time After Time 5× Platin-Schallplatte - Neuseeland - 1985: für das Album She’s so Unusual 8× Platin-Schallplatte - Kanada - 1985: für das Album She’s so Unusual |

Anmerkung: Auszeichnungen in Ländern aus den Charttabellen bzw. Chartboxen sind in ebendiesen zu finden.
| Land/RegionAuszeichnungen für Musikverkäufe (Land/Region, Auszeichnungen, Verkäufe, Quellen) | Silber     | Gold       | Platin       | Verkäufe    | Quellen                 |
| -------------------------------------------------------------------------------------------- | ---------- | ---------- | ------------ | ----------- | ----------------------- |
| Argentinien (CAPIF)                                                                          | —          | Gold1      | —            | 30.000      | Einzelnachweise         |
| Australien (ARIA)                                                                            | —          | Gold1      | —            | 35.000      | aria.com.au             |
| Brasilien (PMB)                                                                              | —          | 2× Gold2   | 6× Platin6   | 1.080.000   | pro-musicabr.org.br BR2 |
| Dänemark (IFPI)                                                                              | —          | Gold1      | 2× Platin2   | 225.000     | ifpi.dk                 |
| Deutschland (BVMI)                                                                           | —          | 3× Gold3   | —            | 800.000     | musikindustrie.de       |
| Europa (IFPI)                                                                                | —          | —          | Platin1      | (1.000.000) | ifpi.org                |
| Europa (Impala)                                                                              | 2× Silber2 | —          | —            | (40.000)    | Einzelnachweise         |
| Frankreich (SNEP)                                                                            | —          | 5× Gold5   | Platin1      | 1.350.000   | infodisc.fr             |
| Hongkong (IFPI/HKRIA)                                                                        | —          | 2× Gold2   | Platin1      | 40.000      | ifpihk.org              |
| Italien (FIMI)                                                                               | —          | 2× Gold2   | 2× Platin2   | 270.000     | fimi.it                 |
| Japan (RIAJ)                                                                                 | —          | 6× Gold6   | 4× Platin4   | 1.400.000   | riaj.or.jp JP2          |
| Kanada (MC)                                                                                  | —          | 5× Gold5   | 13× Platin13 | 1.550.000   | musiccanada.com         |
| Neuseeland (RMNZ)                                                                            | —          | —          | 18× Platin18 | 445.000     | radioscope.co.nz        |
| Portugal (AFP)                                                                               | —          | 2× Gold2   | —            | 10.000      | Einzelnachweise         |
| Schweiz (IFPI)                                                                               | —          | 2× Gold2   | Platin1      | 100.000     | hitparade.ch            |
| Spanien (Promusicae)                                                                         | —          | Gold1      | 3× Platin3   | 210.000     | elportaldemusica.es     |
| Taiwan (RIT)                                                                                 | —          | —          | Platin1      | 50.000      | Einzelnachweise         |
| Vereinigte Staaten (RIAA)                                                                    | —          | 6× Gold6   | 22× Platin22 | 26.550.000  | riaa.com                |
| Vereinigtes Königreich (BPI)                                                                 | 2× Silber2 | 4× Gold4   | 6× Platin6   | 4.110.000   | bpi.co.uk               |
| Insgesamt                                                                                    | 4× Silber4 | 43× Gold43 | 81× Platin81 |             |                         |